# Companhia Distribuidora de Gás do Rio de Janeiro
Companhia Distribuidora de Gás do Rio de Janeiro (CEG) foi uma empresa de distribuição de gás natural do estado do Rio de Janeiro, que atuava somente na região metropolitana. Em 2018, passou a se chamar de Naturgy Brasil.

## História
Em 1851, Irineu Evangelista de Sousa, o Barão de Mauá, assinou um contrato para iluminação da cidade a gás. Em 1854, surgia a Ceg, com o nome de Companhia de Iluminação a Gás, a qual iluminava na capital 3 027 lampiões públicos, 3 200 residências e três teatros em 1957. Em 1865, a companhia foi vendida para uma empresa inglesa que assumiu os serviços como o nome de Rio de Janeiro Gas Company Limited.
Em 1876, a concessão dos serviços de gás passou para a empresa belga Société Anonyme du Gaz - SAG. Em 1910, a The Rio de Janeiro Tramway, Light and Power Company Limited passou a deter o controle do capital da SAG. 
Em maio de 1969, o então Estado da Guanabara assumiu a operação do serviço de gás canalizado, tendo sido criada a Companhia Estadual de Gás da Guanabara (CEG GB). Em julho de 1974, com a fusão dos Estados da Guanabara e do Rio de Janeiro, a companhia passou a se denominar Companhia Estadual de Gás do Rio de Janeiro (CEG).
Em 1982, a Ceg passou a utilizar gás natural, substituindo a nafta como matéria prima da produção do gás manufaturado. Passou também a distribuí-lo diretamente.
Em 1990, a Bacia de Campos no Rio de Janeiro fazia do estado o maior produtor de gás natural do país. produzindo 10 milhões dos 27 milhões de metros cúbicos produzidos no país, representando 39% da produção nacional.
A CEG foi incluída no Programa Estadual de Privatização do Rio de Janeiro. Em janeiro de 1997, foi fundada uma nova estatal, a Riogás, com o objetivo de distribuir gás canalizado a 65 municípios do interior do estado do Rio de Janeiro.
Em 15 de julho de 1997, foi realizado o leilão da CEG e da Riogás na Bolsa de Valores do Rio de Janeiro pelo valor de R$ 622,1 milhões, para um período de concessão de 30 anos.
A CEG foi adquirida pelo consórcio privado formado pelas: transnacional espanhola Gás Natural SDG (18,9%); norte-americana Enron Corporation (25,38%); portuguesa Iberdrola Investimentos (9,87%); e a argentina Pluspetrol Energy (2,26%). A União (34,5%) e município do Rio de Janeiro (0,04%) mantiveram suas participações, e os empregados ficaram com 9%. Com a privatização, passou a se chamar de Companhia Distribuidora de Gás do Rio de Janeiro.
O controle da Riogás ficou dividido entre: Gás Natural SDG (25%); Enron Corporation representada por suas subsidiárias Ementhal (25%) e Borgogna (25%); e Petrobrás com (25%). Posteriormente, passou a se chamar CEG Rio.
Em 2002, a Gás Natural SDG comprou a participação da Iberdrola. Em 2003, a Gás Natural SDG comprou a participação da Enron.
Em 2009, o grupo se fundiu com a Unión Fenosa, dando origem ao Grupo Gás Natural Fenosa. Em 2011, ocorre a mudança da marca no Estado, passando a se chamar Gas Natural Fenosa. Em 2018, trocou novamente a marca e passou a chamar-se Naturgy.
Em 2022, o controle acionário da CEG estava dividido entre a Naturgy (54,16%) e o BNDESPar (34,56%), com capital aberto na Bolsa. A CEG Rio estava dividida entre Naturgy (59,59%) e Commit (37,41%).